# Panneau d'annonce de ralentisseur de type dos-d'âne en France
Le panneau de signalisation A2b indique la proximité d’un ralentisseur de type dos-d’âne situé à une distance de 50 mètres de celui-ci.

## Usage

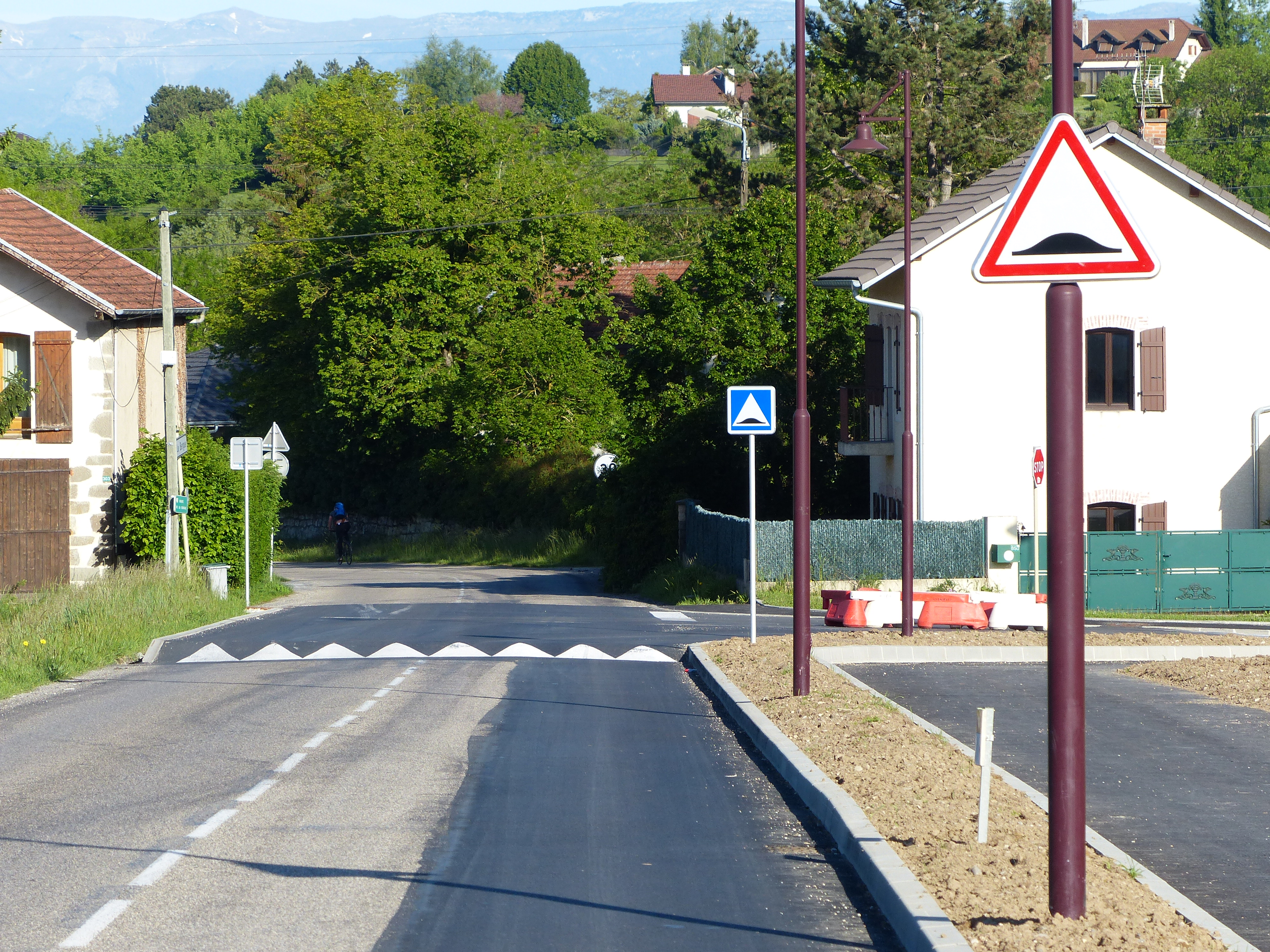
Panneau A2b précédant le ralentisseur signalé par le panneau C27.

Un ralentisseur de type dos d'âne ne pouvant être réalisé qu’en agglomération et à plus de 200 mètres d’une limite d’agglomération, le panneau A2b sera lui-même utilisé exclusivement en agglomération.
La signalisation avancée d'un ralentisseur de type dos d'âne, se fait à l'aide du panneau A2b, complété par un panneau B14 de limitation de vitesse à 30 km/h. Cette signalisation n'est pas utile dans une zone 30 ou a fortiori dans une zone de rencontre où la vitesse est limitée à 20 km/h.
Dans le cas de ralentisseurs successifs, seul le premier fait l'objet d'une signalisation avancée, le panneau A2b étant alors complété par un panonceau d'étendue M2.
La signalisation de position est faite à l’aide d’un panneau C27. Le marquage est réalisé avec des ensembles de trois triangles blancs.
Le panonceau M9d utilise le même symbole que le panneau A2b. Il indique que le passage pour piétons est surélevé.

## Histoire
Sur le plan international le panneau de signalisation de cassis ou dos d’âne est normé dans le protocole de Genève signé en 1949. Il a sensiblement la forme définitive qui sera reprise en 1968. Il est codifié 1.1.
Côté français, le panneau correspondant n’est officialisé qu’avec la circulaire du 19 janvier 1952.
Il est alors codifié A6 (au lieu de A2a) présente le même pictogramme relativement proche de celui en vigueur actuellement, mais sur un fond crème et avec un listel rouge très étroit. Il sera codifié A2 dans l’instruction générale sur la signalisation routière de 1955.
Sur le plan international par la convention sur la signalisation routière conclue à Vienne le 8 novembre 1968, le panneau A7b, annonçant un profil irrégulier de la route, apparaît en 1968. La France ratifie la convention le 9 décembre 1971 mais n’adopte pas le panneau. Elle conserve le panneau A2 « cassis ou dos d’âne » jusqu’en 1986, où un deuxième panneau est créé. Le panneau A2 devient A2a et un panneau A2b est créé pour l’annonce de ralentisseur de type dos d’âne.

### Galerie de l’évolution des normes

A2b - Arrêté du 10 janvier 1986 (France) - Modèle en vigueur.

## Habilitation à la mise en place de panneaux de danger
Les panneaux de signalisation de danger sont placés par les services de voirie de l'administration compétente, sans l'intervention d'un arrêté de réglementation.

## Dimensions
Comme pour tous les panneaux de signalisation de danger, il existe cinq gammes de dimensions de panneaux A2b.
| Gamme       | Largeur du côté du triangle |
| ----------- | --------------------------- |
| Très grande | 1500 mm                     |
| Grande      | 1250 mm                     |
| Normale     | 1000 mm                     |
| Petite      | 700 mm                      |
| Miniature   | 500 mm                      |

Dimensions d'un panneau de danger de gamme normale

Dans le cas le plus général, c’est la gamme normale qui est utilisée.
Les panneaux de la grande gamme sont normalement employés sur les routes à plus de deux voies et sur certaines routes nationales à deux voies désignées à cet effet par décision du ministre de l'Équipement.
Les panneaux de la petite gamme sont utilisés quand il y a des difficultés pour l'implantation de panneaux de la gamme normale (rangée d'arbres près de la chaussée, route de montagne, accotements réduits, en tunnels, trottoirs étroits, etc.).

## Implantation

### Distance du danger
Les panneaux de danger A2b, comme tous les panneaux de danger hormis le panneau A18 situés en agglomération, sont toujours implantés à une distance du danger comprise entre 0 et 50 m, aussi proche que possible de 50 m.

### Côté de la chaussée
Les signaux de danger sont normalement implantés du côté droit de la chaussée dans le sens de la circulation.
Ils peuvent être répétés de l'autre côté de la chaussée lorsque les conditions sont telles qu'ils risquent de ne pas être aperçus à temps par les conducteurs auxquels ils s'adressent, comme pour les routes à plus de deux voies. Ils peuvent aussi être répétés au-dessus de la chaussée. Ils doivent alors être soit éclairés soit rétroréfléchissants.

### Distance latérale

Implantation d'un panneau de danger sur accotement en agglomération

Sauf contrainte de site, la distance entre l'aplomb de l'extrémité du panneau situé du côté de la chaussée et la rive voisine de cette extrémité ne doit pas être inférieure à 0,70 m.
En agglomération les panneaux sont implantés de façon que le support gêne le moins possible la circulation des piétons.
Le support d'un signal peut aussi être implanté sur une propriété riveraine ou ancré à une façade après accord du propriétaire ou par application si cela est possible du décret-loi du 30 octobre 1935 et du décret 57-180 du 16 février 1957.

### Hauteur au-dessus du sol
Dans les agglomérations bénéficiant d'un éclairage public, les panneaux peuvent être placés à une hauteur allant jusqu'à 2,30 m pour tenir compte notamment des véhicules qui peuvent les masquer, ainsi que de la nécessité de ne gêner qu'au minimum la circulation des piétons.

#### Au-dessus de la chaussée
Lorsque les panneaux sont sur portique, potence ou haut-mât au-dessus de la chaussée, ils sont fixés à une hauteur minimale correspondant au gabarit de la route auquel s'ajoute une revanche de 0,1 m pour l'entretien de la chaussée et une revanche de 0,50 m pour la protection de la signalisation.

### Position de la face
Le plan de face avant d'un panneau implanté sur accotement ou trottoir doit être légèrement incliné de 3 à 5° vers l'extérieur de la route afin d'éviter le phénomène de réflexion spéculaire qui peut, de nuit, rendre le panneau illisible pendant quelques secondes.

## Envers du panneau
L’envers du panneau ne doit pas appeler l’attention. Les couleurs de l’envers, du bord tombé et du contre listel de fabrication doivent être neutres et ne pas reprendre celles utilisées en signalisation routière.
L'envers ne peut comporter qu'un marquage de certification réglementaire (voir ci-après), à l’exclusion de tout autre inscription ou toute publicité.
Sur l’envers du panneau figurent les systèmes de fixation sur le support. Ce sont en général des rails collés : 2 rails pour les panneaux 500, 700, 1 000 et 1 250 mm (avec 2 brides de fixation), 3 rails pour le panneau 1 500 mm (avec 3 brides de fixation).

## Visibilité de nuit
Les panneaux et panonceaux de signalisation doivent être visibles et garder le même aspect de nuit comme de jour. Les signaux de danger sont tous rétroréfléchissants ou éventuellement dans certaines conditions définies ci-dessous, éclairés.
Les revêtements rétroréfléchissants doivent avoir fait l'objet, soit d'une homologation, soit d'une autorisation d'emploi à titre expérimental. La rétroréflectorisation porte sur toute la surface des panneaux et panonceaux à l'exception des parties noires ou grises.

### La classe 2
La classe 2 est obligatoire pour tous les panneaux et panonceaux :
- implantés à plus de deux mètres de hauteur,
- implantés sur autoroutes et sur routes à grande circulation, quelle que soit leur hauteur.
- En agglomération, implantés dans les sections où la vitesse est relevée à 70 km/h.

Cette technologie a un coefficient de rétroréflexion trois fois supérieur à la classe 1, ce qui permet une détection beaucoup plus efficace et augmente la distance de lisibilité de 15 à 20 % à l'état neuf. La comparaison au bout de cinq ou dix ans montre un avantage encore plus important pour la classe 2.

### La classe 1
La classe 1 est obligatoire pour tous les panneaux implantés dans des zones où la classe 2 ne l’est pas.

## Homologation et certification

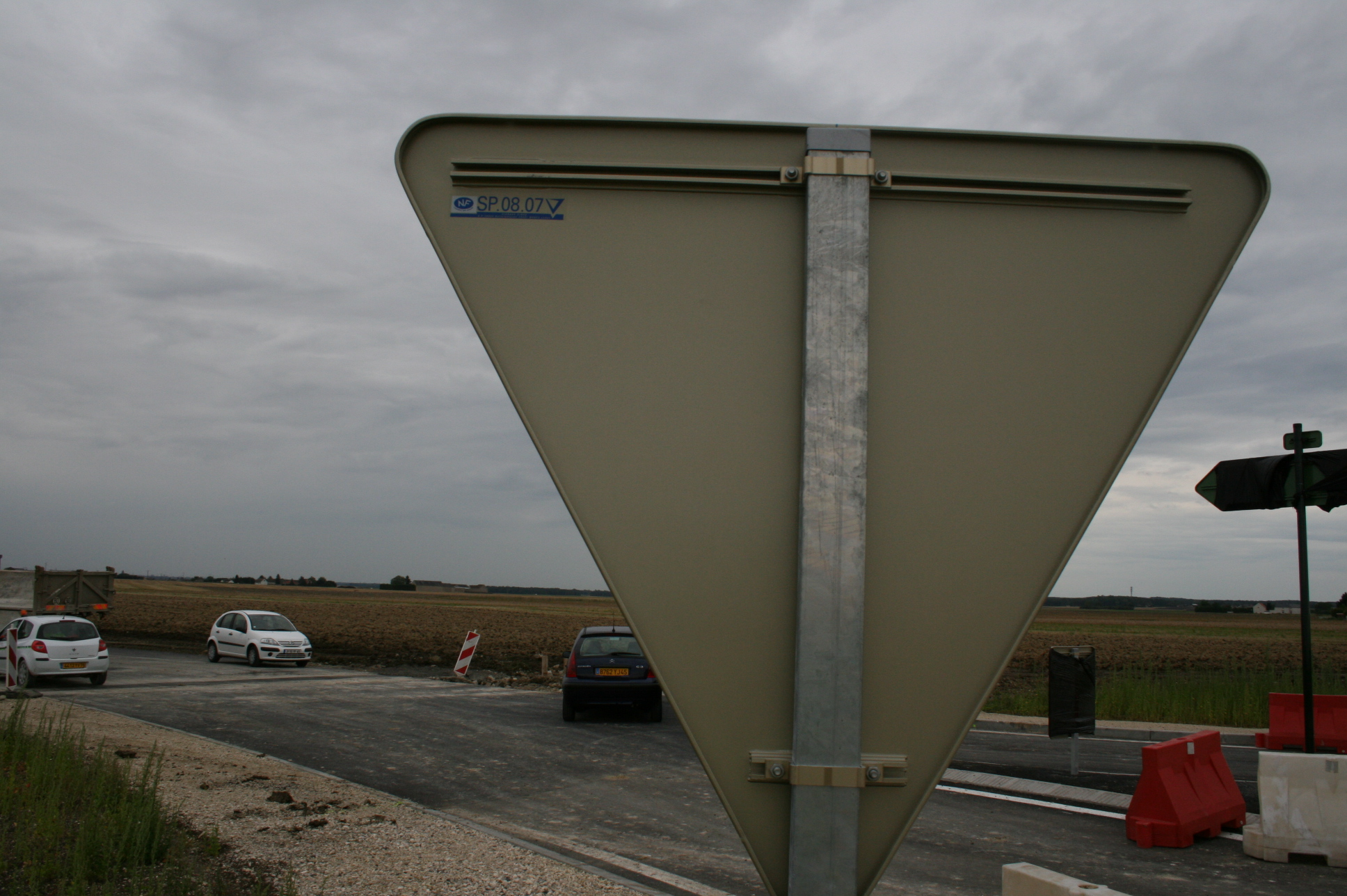
Marquage de la norme NF et de son numéro d'admission au dos d'un panneau français

Depuis 1978, l’homologation ministérielle des équipements de la route est obligatoire sur l’ensemble des voies routières françaises. La certification NF remplace progressivement l’homologation. Ainsi, depuis 1995, la certification vaut homologation pour les équipements de signalisation routière.
Pour l’ensemble des panneaux de signalisation permanente et donc en particulier pour les panneaux de signalisation de danger, la certification NF - Equipements de la Route est obligatoire. Le marquage CE (norme européenne) est prévu pour le courant de l’année 2007.
Au dos du panneau doivent donc figurer obligatoirement les marques de certification à savoir :
- Le numéro d’admission du produit : catégorie du produit (SP dans le cas présent, pour signalisation de police), et numéro d’ordre.
- L’identification du site de fabrication du produit (en clair),
- L’identification du titulaire (facultatif)
- L’année de fabrication (deux derniers chiffres)

#### Arrêté du 24 novembre 1967 et Instruction Interministérielle sur la Signalisation Routière (versions actualisées)
- Arrêté du 24 novembre 1967 relatif à la signalisation des routes et autoroutes : Arrêté, juin 2022, 69 p. (lire en ligne) - Annexe - liste des signaux routiers, juin 2022, 81 p. (lire en ligne)
- 1re partie : Généralités, juin 2022, 62 p. (lire en ligne)
- 2e partie : Signalisation de danger, juin 2022, 26 p. (lire en ligne)

#### Histoire de la signalisation
- Marina Duhamel-Herz, Un demi-siècle de signalisation routière : naissance et évolution du panneau de signalisation routière en France, 1894-1946, Paris, Presses de l’École nationale des Ponts et Chaussées, décembre 1994, 151 p. (ISBN 2-85978-220-6)
- Marina Duhamel-Herz et Jacques Nouvier, La signalisation routière en France : de 1946 à nos jours, Paris, AMC Éditions, novembre 1998, 302 p. (ISBN 2-913220-01-0)